# Venezuela en los Juegos Olímpicos de Helsinki 1952
Venezuela participó por segunda vez en unos Juegos Olímpicos en la XV edición desarrollada en Helsinki, Finlandia. Su delegación fue bastante numerosa comparada con la anterior, con 38 atletas, 36 hombres y 2 mujeres, participando en 8 deportes. 
Por primera vez se incluyó la participación femenina en las delegaciones olímpicas venezolanas. Las participantes fueron las esgrimistas Gerda Muller y Ursula Seller. Así mismo, fue un gran avance para el país en este tipo de eventos, ya que la representación anterior estuvo a cargo de un solo atleta.
El abanderado fue Asnoldo Devonish, quien obtuvo la primera medalla para el país al ganar el bronce en atletismo.

## Atletas

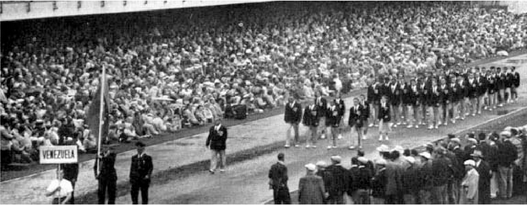
Desfile de la delegación venezolana durante la ceremonia de apertura de los Juegos Olímpicos de Helsinki 1952.

La siguiente tabla muestra el número de atletas en cada disciplina:
| Deporte   | Hombres | Mujeres | Total |
| --------- | ------- | ------- | ----- |
| Atletismo | 7       | 0       | 7     |
| Boxeo     | 5       | 0       | 5     |
| Ciclismo  | 4       | 0       | 4     |
| Esgrima   | 8       | 2       | 10    |
| Saltos    | 1       | 0       | 1     |
| Tiro      | 7       | 0       | 7     |
| Natación  | 1       | 0       | 1     |
| Lucha     | 3       | 0       | 3     |
| Total     | 36      | 2       | 38    |

## Medallistas
| Medalla           | Nombre           | Deporte   | Evento       | Fecha       |
| ----------------- | ---------------- | --------- | ------------ | ----------- |
| Medalla de bronce | Asnoldo Devonish | Atletismo | Triple salto | 23 de julio |

| Deporte   |   |   |   | Total |
| Atletismo | 0 | 0 | 1 | 1     |
| Total     | 0 | 0 | 1 | 1     |

## Diplomas olímpicos
| Puesto | Nombre         | Deporte | Evento  |
| ------ | -------------- | ------- | ------- |
| 5      | Vicente Matute | Boxeo   | - 60 kg |

## Deportes

### Atletismo

#### Eventos de pista
Masculino
| Atletas             | Evento                 | Eliminatoria | Eliminatoria | Cuarto de final | Cuarto de final | Semifinal | Semifinal | Final     | Final     |
| ------------------- | ---------------------- | ------------ | ------------ | --------------- | --------------- | --------- | --------- | --------- | --------- |
| Atletas             | Evento                 | Tiempo       | Lugar        | Tiempo          | Lugar           | Tiempo    | Lugar     | Tiempo    | Lugar     |
| Guillermo Gutiérrez | 100 m libre masculino  | 11.42        | 5 h4         | No avanzó       | No avanzó       | No avanzó | No avanzó | No avanzó | No avanzó |
| Juan Leiva          | 100 m libre masculino  | 11.31        | 5 h6         | No avanzó       | No avanzó       | No avanzó | No avanzó | No avanzó | No avanzó |
| Juan Leiva          | 200 m libre masculino  | 22.38        | 3 h5         | No avanzó       | No avanzó       | No avanzó | No avanzó | No avanzó | No avanzó |
| Guillermo Gutiérrez | 400 m libre masculino  | 48.82        | 2 h6 Q       | 48.75           | 4 h1            | No avanzó | No avanzó | No avanzó | No avanzó |
| Filemón Camacho     | 800 m libre masculino  | 2:00.0       | 5 h7         | No avanzó       | No avanzó       | No avanzó | No avanzó | No avanzó | No avanzó |
| Filemón Camacho     | 1500 m libre masculino | 2:00.0       | 7 h1         | —               | —               | No avanzó | No avanzó | No avanzó | No avanzó |
| Téofilo Davis       | 110 m vallas           | 15.7         | 5 h3         | No avanzó       | No avanzó       | No avanzó | No avanzó | No avanzó | No avanzó |
| Paulino Ferrer      | 400 m vallas           | 1:02.1       | 5 h4         | No avanzó       | No avanzó       | No avanzó | No avanzó | No avanzó | No avanzó |

#### Eventos de campo
Masculino
| Atlestas         | Evento                  | Clasificación   | Clasificación | Final           | Final             |
| Atlestas         | Evento                  | Longitud/Altura | Lugar         | Longitud/Altura | Lugar             |
| ---------------- | ----------------------- | --------------- | ------------- | --------------- | ----------------- |
| Asnoldo Devonish | Triple salto masculino  | 15.24 m         | 2 Q           | 15.52 m         | Medalla de bronce |
| Teófilo Davis    | Salto de altura         | 1.87 m          | 27 Q          | 1.80 m          | 24                |
| Brígido Iriarte  | Salto largo             | 6.82 m          | 20            | No avanzó       | No avanzó         |
| Brígido Iriarte  | Lanzamiento de jabalina | 52.13 m         | 26            | No avanzó       | No avanzó         |

#### Combinado
Decatlón
| Brígido Iriarte | Decatlón | 11,66             | 707               | 706 cm               | 804                  | 11,66 m           | 552               | 160 cm                  | 555                     | 53,27   | 636    | 5770 | 12. |
| Brígido Iriarte | Decatlón | 110 metros vallas | 110 metros vallas | Lanzamiento de disco | Lanzamiento de disco | Salto con pértiga | Salto con pértiga | Lanzamiento de jabalina | Lanzamiento de jabalina | 1500 m  | 1500 m | 5770 | 12. |
| Brígido Iriarte | Decatlón | Tiempo            | Puntos            | Longitud/Altura      | Puntos               | Longitud/Altura   | Puntos            | Longitud/Altura         | Puntos                  | Tiempo  | Puntos | 5770 | 12. |
| Brígido Iriarte | Decatlón | 16,6              | 489               | 38,23 m              | 578                  | 340 cm            | 476               | 55,55 m                 | 637                     | 4:49,98 | 336    | 5770 | 12. |

### Boxeo
Masculino
| Atleta             | Evento  | Dieciséisavos de final      | Octavos de final         | Cuartos de final           | Semifinales        | Final              | Final  |
| Atleta             | Evento  | Oponente Resultado          | Oponente Resultado       | Oponente Resultado         | Oponente Resultado | Oponente Resultado | Puesto |
| ------------------ | ------- | --------------------------- | ------------------------ | -------------------------- | ------------------ | ------------------ | ------ |
| Angel Amaya        | -54 kg  | Raúl Macías (MEX) P 0-3     | No avanzó                | No avanzó                  | No avanzó          | No avanzó          | 17.    |
| Luis Aranguren     | -57 kg  | Kurt Schirra (SAA) P 1-2    | No avanzó                | No avanzó                  | No avanzó          | No avanzó          | 17.    |
| Vicente Matute     | -60Kg   |                             | Muhammad Ali (PAK) V KO  | Erkki Pakkanen (FIN) P 0-3 | No avanzó          | No avanzó          | 5.     |
| Salomon Carrizales | -63.5kg | Celestino Pinto (BRA) V 2-1 | Chuck Adkins (USA) P 0-3 | No avanzó                  | No avanzó          | No avanzó          | 9.     |
| Sergio Gascue      | -67kg   | Nicolae Linca (ROU) P 0-3   | No avanzó                | No avanzó                  | No avanzó          | No avanzó          | 17.    |

### Ciclismo

#### Ciclismo en pista
Velocidad
| Luis Toro | Velocidad individual | Jan Hijzelendoorn (NED) Ray Robinson (RSA) Steve Hromjak (USA) 12,1 | 4. | Werner Potzernheim (GER) Otar Dadunashvili (URS) Steve Hromjak (USA) Helge Törn (FIN) 11,7 | 3. | No avanzó | No avanzó | No avanzó | No avanzó | No avanzó | No avanzó | No avanzó | No avanzó | No avanzó |

Ciclismo contrarreloj
| Atleta         | Evento                        | Tiempo | Lugar |
| -------------- | ----------------------------- | ------ | ----- |
| Andoni Ituarte | 1000 m Contrarreloj masculino | 1:15,4 | =15   |

Persecución
| Luis Toro Danilo Heredia Andoni Ituarte Ramón Echegaray | Persecución 4.000 m por equipos | 5:16,2 | 20. | No avanzó | No avanzó | No avanzó | No avanzó | No avanzó | No avanzó |

### Natación
Masculino
| Atleta     | Evento                | Primera ronda | Primera ronda | Semifinales | Semifinales | Final     | Final     |
| Atleta     | Evento                | Tiempo        | Pos.          | Tiempo      | Pos.        | Tiempo    | Pos.      |
| ---------- | --------------------- | ------------- | ------------- | ----------- | ----------- | --------- | --------- |
| Oscar Saiz | 100 m libre masculino | 1:01.7        | 6             | No avanzó   | No avanzó   | No avanzó | No avanzó |

### Saltos
Masculino
| Atleta         | Evento        | Preliminares | Preliminares | Final     | Final     |
| Atleta         | Evento        | Puntos       | Pos.         | Puntos    | Pos.      |
| -------------- | ------------- | ------------ | ------------ | --------- | --------- |
| Eduardo Fereda | trampolín 3 m | 41.98        | 36           | No avanzó | No avanzó |

### Tiro
| Atleta                 | Evento                                   | Final  | Final  |
| Atleta                 | Evento                                   | Puntos | Puesto |
| ---------------------- | ---------------------------------------- | ------ | ------ |
| Herman Barreto         | Pistola rápida 25 m masculino            | 558    | 20.    |
| Carlos Monteverde      | Pistola rápida 25 m masculino            | 483    | 52.    |
| Hector de Lima Polanco | Pistola libre 50 m masculino             | 506    | 37.    |
| Carlos Marrero         | Pistola libre 50 m masculino             | 483    | 48.    |
| Rigoberto Rivero       | Rifle en 3 posiciones 300 m masculino    | 1028   | 22.    |
| Humberto Briceño       | Rifle en 3 posiciones 300 m masculino    | 984    | 25.    |
| Humberto Briceño       | Rifle en posición tendido 50 m masculino | 393    | 35.    |
| Humberto Briceño       | Rifle en 3 posiciones 50 m masculino     | 1104   | 33.    |
| Rafael Arnal           | Rifle en 3 posiciones 50 m masculino     | 1083   | 39.    |
| Rafael Arnal           | Rifle en posición tendido 50 m masculino | 380    | 57.    |